# Ermita de Nuestra Señora de la Soledad (Somosierra)
La ermita de Nuestra Señora de la Soledad (Somosierra) fue construida en el siglo XVII y está ubicada en la cota del puerto y junto al camino real. Apareció documentada en 1654 dado que su santera o ermitaña se llamaba Catalina García además de ser visitada por el obispo de Toledo en el mismo año. Adicionalmente, según las Normas Subsidiarias de Planeamiento Municipal de 1993 del Ayuntamiento de Somosierra, la ermita está incluida en el Catálogo de Bienes Protegidos del municipio lo cual le otorga una protección estructural

## Historia
La Ermita de Nuestra Señora de la Soledad es uno de los principales monumentos del municipio de Somosierra y se encuentra en la cota más alta del Puerto de Somosierra y es el punto de partida del recorrido del municipio. Conocida antiguamente como Ermita de Nuestra Señora de las Angustias se cree que su origen está dado a comienzos del siglo XVII y como se menciona anteriormente, en 1654 ya aparece documentado, debido a la visita eclesiástica que en ese año hizo el arzobispo de Toledo.
La ermita ha sufrido numerosos e importantes destrozos ocasionados por la Guerra de la Independencia Española (1808-1814) como por la Guerra Civil (1936-1939). Durante la Guerra de Independencia Española en el Puerto de Somosierra el 30 de noviembre de 1808, se dio lugar a la batalla de Somosierra en la que las tropas españolas fueron derrotadas en su intento de impedir el paso de las tropas enemigas hacia Madrid. La presencia de unas placas en el exterior conmemora a los combatientes que cayeron muertos en Somosierra. Adicionalmente, a lo largo de la Guerra Civil debido al punto estratégico en el que se encontraba el municipio, los principales monumentos de Somosierra sufrieron importantes daños.
Con respecto a las placas en el exterior, actualmente en la Ermita de la Soledad, se pueden observar distintas placas en recuerdo de la batalla de Independencia y de los 500-550 combatientes que murieron en estas batallas, explicando así el hecho de que en una ermita madrileña podamos hallar una vidriera con la imagen de Nuestra Señora de Czestochowa, por el origen polaco de parte de los combatientes en la batalla.

## Arquitectura
La Ermita de Nuestra Señora de la Soledad es un templo de trazos muy simples con una planta rectangular, muros de mampostería encalados y con una cubierta a cuatro aguas de teja hecha en cerámica curva. En la entrada a la ermita se encuentra un arco de medio punto formado por dovelas de piedra que está sujetado en unas jambas de idéntico material, el cual también se puede observar en la cornisa y en los refuerzos de las esquinas. Adicionalmente, en el tejado, hay una pequeña espadaña hecha igualmente de piedra donde se encuentra la campana de la ermita.
En el interior de la ermita se puede observar que no existe separación entre la nave y el presbiterio y que el espacio se cubre mediante un artesonado de madera. Carece de retablo, presidiendo así el Altar Mayor una imagen de la titular de la ermita la cual fue traída por soldados polacos. Cabe destacar dos de las vidrieras que alberga la ermita: una de ellas, según fue donada en 2008 por el Ministerio de Cultura y Patrimonio Nacional de la República de Polonia y la Embajada de Polonia en Madrid, mientras que la segunda, con los escudos de las aldeas de Robregordo y Somosierra, hace alusión al “VII Centenario” (sic) de la “Carta de Privilegio y Confirmación, á (sic) favor de los Concejos, y hombres buenos de los Lugares de Robregordo, Colladiello (sic) y Somosierra: Don Fernando VII (sic) de este nombre por la gracia de Dios”.
Finalmente, en el lado Norte del edificio, se encuentra anejo el cementerio, del cual se tienen referencias escritas al menos desde la primera mitad del siglo XIX.

## Curiosidades
La ermita tiene una variedad de curiosidades, entre ellas cabe señalar que en este templo rezó, el 14 de noviembre de 1848, doña María de la Soledad Micaela Agustina Antonia Bibiana Desmaissières y López de Dicastillo quien fue la Vizcondesa de Jorbalán y fundadora de la congregación de Adoratrices Esclavas del Santísimo Sacramento y de la Caridad, a quien se le otorgó el nombre de Santa María Micaela del Santísimo Sacramento; su rezo ha quedado eternamente reflejado en un cuadro de azulejos ubicado en el muro izquierdo de la ermita además de una copia del escrito en el que se describe este evento.